# エイドリアン・フォーブス
エイドリアン・フォーブス（Adrian Forbes、1988年5月25日 - ）は、ジャマイカのバスケットボール選手である。ポジションはパワーフォワード・センター。
2015-16シーズン途中に来日し、NBLの三菱電機ダイヤモンドドルフィンズ名古屋に所属。2016-17シーズンはジャパン・プロフェッショナル・バスケットボールリーグの香川ファイブアローズに所属。

## 来歴
スパニッシュ・タウン出身。St. Jago High Schoolから2008年、トリニティ・バレー・コミュニティカレッジ（Trinity Valley CC）に進学。2010年、アーバン大学（Auburn University）に進学。
2012年大学卒業後、PBLのCarolina Pee Dee Vipers、NM1のCognac BBでのプレーを経て、2016年1月、NBLの三菱電機ダイヤモンドドルフィンズ名古屋に加入。30試合に出場し、1試合4.1得点、4.3リバウンド。
2016-17シーズンはBリーグの香川ファイブアローズに所属。シーズン60試合の出場、１試合平均17.6分の出場で6.2得点、7.0リバウンド、1.3ブロック。シーズン最終の熊本戦でアベレージを大きく上回る17得点17リバウンド7ブロックの活躍を見せた。

## 成績
| シーズン    | チーム   | GP | GS | MPG  | FG%  | 3P% | FT%  | RPG | APG | SPG | BPG | TO  | PPG |
| ----------- | -------- | -- | -- | ---- | ---- | --- | ---- | --- | --- | --- | --- | --- | --- |
| NBL 2015-16 | 三菱電機 | 30 | 2  | 12.5 | .495 | --- | .419 | 4.3 | 0.4 | 0.4 | 0.4 | 0.5 | 4.1 |
| B2 2016-17  | 香川     | 60 |    | 17.6 |      |     |      |     |     |     |     |     | 6.2 |